# Hội chứng Proteus

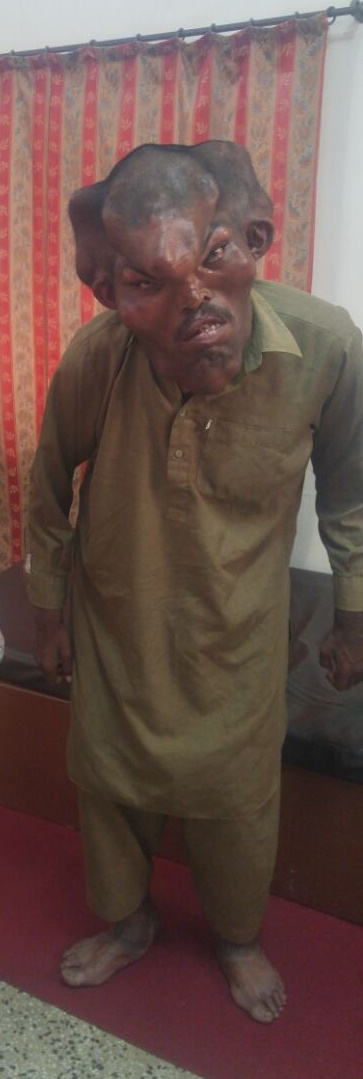
Một bệnh nhân bị hội chứng Proteus thăm bác sĩ của mình. (Tiến sĩ Asad từ Lahore, Pakistan)

 Hội chứng Proteus là một chứng rối loạn hiếm gặp có nền tảng di truyền  và có thể gây ra sự phát triển quá mức của mô liên quan đến cả ba dòng phôi thai. Bệnh nhân bị hội chứng Proteus có xu hướng tăng nguy cơ phát triển khối u phôi. Các biểu hiện lâm sàng và X quang của hội chứng Proteus thường xuyên biến đổi. Tuy nhiên, các biểu hiện chỉnh hình của hội chứng rất đặc trưng và dễ nhận ra. Hội chứng được đặt tên theo thần biển Hy Lạp Proteus, người có thể thay đổi hình dạng của mình. Tình trạng này dường như đã được mô tả lần đầu tiên trong các tài liệu y học của Mỹ bởi Tiến sĩ. Samia Temtamy và John Rogers vào năm 1976. Tiến sĩ Michael Cohen đã mô tả nó vào năm 1979. Chỉ có hơn 200 trường hợp được xác nhận trên toàn thế giới mắc  Hội chứng Proteus, với ước tính khoảng 120 người hiện đang sống với tình trạng này. Vì các dạng thể nhẹ của bệnh có thể tồn tại, cho nên có thể có nhiều người bị hội chứng Proteus vẫn chưa được chẩn đoán. Những người được chẩn đoán dễ dàng nhất cũng là những người bị biến dạng nặng nề nhất.

## Biểu hiện và triệu chứng
Hội chứng Proteus gây ra sự phát triển quá mức của da, xương, cơ bắp, mô mỡ và máu và mạch bạch huyết. Hội chứng Proteus là một tình trạng tiến triển trong đó trẻ em thường sinh ra mà không có bất kỳ biến dạng rõ ràng nào. Các khối u xuất hiện với sự phát triển của da và xương trong giai đoạn phát triển của trẻ. Các biểu hiện cơ xương là cơ sở để chẩn đoán hội chứng Proteus. Mức độ nghiêm trọng và vị trí của những tăng trưởng không đối xứng khác nhau này thay đổi rất nhiều nhưng điển hình là hộp sọ, một hoặc nhiều chi và lòng bàn chân sẽ bị ảnh hưởng. Có nguy cơ tử vong sớm ở những người bị ảnh hưởng do huyết khối tĩnh mạch sâu và thuyên tắc phổi gây ra bởi các dị dạng mạch có liên quan đến rối loạn này. Vì mang trọng lượng dư thừa và chân tay to, viêm khớp và đau cơ cũng có thể là triệu chứng - như trường hợp của Mandy Sellars, một phụ nữ được chẩn đoán mắc hội chứng Proteus. Rủi ro hơn nữa có thể xảy ra do khối lượng mô thừa.
Bản thân rối loạn không thống nhất gây suy giảm học tập: sự phân bố thâm hụt trí thông minh giữa những người mắc hội chứng Proteus xuất hiện cao hơn so với dân số nói chung, mặc dù điều này khó xác định với các thông số thống kê. Ngoài ra, sự hiện diện của sự biến dạng có thể nhìn thấy có thể có tác động tiêu cực đến sự xa lánh của xã hội đối với người bị bệnh, gây thâm hụt nhận thức và xã hội.
Các cá nhân bị ảnh hưởng có nguy cơ cao phát triển các khối u nhất định bao gồm u nang buồng trứng đơn phương, khối u tinh hoàn, u màng não và u tuyến đơn hình của tuyến mang tai.
Bệnh phì đại một nửa não thường được tìm thấy có liên quan đến  Hội chứng Proteus.

## Di truyền học
Năm 2011 các nhà nghiên cứu đã xác định nguyên nhân của hội chứng Proteus. Ở 26 trong số 29 bệnh nhân đáp ứng các tiêu chuẩn lâm sàng nghiêm ngặt đối với chứng rối loạn này, Lindhurst và cộng sự đã xác định một đột biến kích hoạt trong AKT1 di truyền trong gen trạng thái khảm.
Trước những phát hiện về AKT1 trong năm 2011, các nhà nghiên cứu khác đã bày tỏ sự nghi ngờ về sự tham gia của PTEN hoặc GPC3, mã hóa cho glypican 3 và có thể đóng một vai trò trong việc điều chỉnh sự phân chia tế bào và quy định tăng trưởng.

## Chữa trị
Một nhóm các bác sĩ tại Úc đã thử nghiệm thuốc rapamycin trong điều trị một bệnh nhân cho biết có hội chứng Proteus và đã tìm thấy nó là một phương thuốc hiệu quả. Tuy nhiên, chẩn đoán hội chứng Proteus ở bệnh nhân này đã bị người khác đặt ra những nghi vấn. Nhóm nghiên cứu hội chứng Proteus tại Viện nghiên cứu gen người quốc gia tại Viện Y tế quốc gia Hoa Kỳ đã bắt đầu một thử nghiệm tìm kiếm liều pha 0 với chất ức chế AKT1 ARQ 092, được phát triển bởi Arqule Corporation. Trong các thử nghiệm trước đó về mẫu tế bào và mô thu được từ bệnh nhân, ARQ 092 làm giảm sự phosphoryl hóa của AKT và mục tiêu hạ lưu của AKT trong ít nhất là hai giờ. Thử nghiệm giai đoạn 0 mở vào tháng 11 năm 2015 và tuyển dụng bệnh nhân trong một nghiên cứu có tựa đề "Liều dùng thử ARQ 092 ở trẻ em và người lớn bị hội chứng Proteus" Thử nghiệm này dựa trên dữ liệu cho thấy sự ức chế AKT1 trong dòng tế bào của bệnh nhân có hội chứng Proteus.